# Погађање
Погађање је појам из логике, да се да брз закључак извучен из података директно из прве руке, и сматра се вероватним или пробним, док особа која погађа додуше има мањка материјала за већи степен сигурности. Погодак је такође нестабилан одговор, јер је "увек претпостављен, погрешив, отворен даљим разматрањима и интерпретацијама, и валидиран против широког круга могућих значења показујући ту једну интепретацију је више могуће него другу у светлу онога што већ знамо". У много могућих начина коришћења, "значење погађања је претпостављено као имплицитно подразумевано", и термин је дакле често коришћен без педантног дефинисања. Погађање може комбиновати елементе дедукције, индукције, отмице, и чисте насумичне селекције једног избора из сета опција. Погађање може такође да укључује интуицију погађача, који може да има "осећај у стомаку" о томе који одговор је тачан без способности да артикулише разлог имања тог осећаја у стомаку.

## Степени погађања
Филозоф Марк Тшепе, који је написа у великој мери о научној и епистомолошкој улози погађања, је приметио да често постоје превиђени "нивои" погађања - што значи, различите врсте погађања осетљивих на различите нивое самоуверености. Тшепе дефинише погађање као"иницијално, намерну активност маштовитог стварања, селектовања, или порицања потенцијалних солуција проблема или одговора на питања, као вољни одговор на те проблеме или питања када има недовољно информација да се направи само дедукција и/или индукција решења или одговора". Он је против дефиниција које описују погађање као или формирање "насумичних или недовољно формулисаних мишљења", које Тшепе сматра превише двосмисленим да би били од помоћи, или "да се сместа догоде на мишљење без ресуђивања". Тшепе тврди да у каснијим случајевима, погодак може да се учини да се догодио без расуђивања, док заправо процес расуђивања може да се догађа толико брзо у мозгу погађача да не региструје то као процес. Тшепе цитира дескрипцију Вилијама Вхевела, који каже да се овај процес "дешава толико брзо да ми не можемо да пратимо његове суцесивне кораке".
Погађање које "је само слутња или је без подршке... је арбитрарно и од мала последице епистомолошки". Погађање створено без чињеничких база за своју тачност може бити названа лупање. Џонатан Барон је рекао да "је вредност дивљег поготка l/N + l/N - l/N = l/N", што значи да лупање није различито од бирања насумичног одговора. Филозоф Дејвид Стоув описује овај процес на следећи начин:
У таквој инстанци, није само да не постоји разлог за фаворизовање "глава" или "писама", али сви знају да је ово случај. Тшепе такође адресира погодак у окретању новчића, тврдећи да то само репрезентује екстремно лимитиран сличај погађања насумичног броја. Тшепе прегледа такве поготке на већој дужини са интанцом погађања броја између 1 и 100, за које Тшепе каже да особа која погађа "мора да тражи трагове специфичне за кога или шта им наређује да погађају, такође могућа прошла сценарија која укључују погађајућа слова", и када се она потроше, "долази тренутак врло рано у процесу где не постоји други траг одговору". Пример погађања које укључује прогресивно више информација од којих се саставља даље погађање, Тшеpe каже игра Двадесет питања, за коју Тшеpe каже да је "слична погађању броја који друга особа замисли, али за разлику од погађања броја као јединствену акцијуu... дозвољава комбиновање абдуктивног расуђивања са дедуктивним и индуктивним расуђивањем".
Наизглед безразложно погађање за кооје се испостави да је тачно можемо назвати погађање,  и многи мисле да "је срећни погодак парадигмни случај веровања да се не рачуна као знање". У Џејн Остиновој Еми, међутим, аутор има лика, Ему, респондира карактеру који је направио "погађање" говорећи да погађање никад није чиста срећа. Увек има мало талента у томе". Како Тшеpe каже, Вилиам Вевел каже да одређена научна открића " нису лоше описана као срећни поготци; и да погађања, у овим као и у другим примерима, имплицирају различите направљене супозиције, од којих се испостави да једна буде тачна".
Насупрот томе, нагађање направљено коришћењем претходног знања да се елиминишу очито погрешне могућности може се назвати информисано погађање или едуковано погађање. Неинформисана погађања могу бити разликована од врста информисаних погађања која доводе до развоја научних хипотеза. Тшепе каже да "овај процес погађања је друкчији од бацања новчића и бирања броја". Такође је записано да "када одлука мора да се донесе, едуковано нагађање експерта ће бити најбоља база за одлуку — едуковано погађање је боље од неедукованог погађања".
Процена је једна врста едукованог погађања, иако често где се прави нумеричка детерминација, и користи неко знање познатих или видљивих променљивих за одређивање највероватнијег броја или скупа бројева. Погађање, међутим, може бити чисто одабир једног могућег  одговора из сета могућих одговора, са мало или без базе за прављење селекције. Још једна врста погађања је претпоставка, нарочито као што се користи у математици да би се референцирало на закључак или претпоставку која изгледа да је тачна базирајући се на некомплетним информацијама, али за коју није пронађен доказ.

## Употреба погађања
Тшеpe каже да "је погађање иниковано као важан део научних процеса, посебно с обзиром на хипотезну-генерацију". с обзиром на научну хипотезну-генерацију, Тшеpe је почео то да је погађање иницијалан, креативан процес укључен у  абдуктивно расуђивање где су нове идеје прво препоручене. Пратећи рад Чарлса С. Пирса, погађање је "комбинација логичних анализа."
Људи уче да погађају у раним годинама, и постоји много игара погађања које играју деца. У пракси, деца могу да се пронађу у ситуацијама где "је погађање једина стратегија њима доступна". Да би се носила с овим ситуацијама, деца развијају две способности, "(1) способност да препознају ситуације у којима је погађање одговарајућа статегија иако не доприноси ништа осим лоше процене; (2) способност да препознају да су различити нивои прецизности могући и прихватљиви у различитим ситуацијама".
Одређене врсте испита, посебно оних који укључују питања са више одговора, покушавају да казне испитанике за нагађање давањем малог негативног скора за сваки погрешан одговор, тако да просечан број тачних погодака буде офсет сабраних казни за просечни број нтачних погодака. У овоаквом сценарију, међутим, ако неко ко погађа може да елиминише један или два погрешна одговора може и даље да добије поене погађањем осталих одговора.
Погађање за које се тврди да је неопходно у литерарној теорији, где "ми морамо да погодимо значење текста јер је ауторова намера изван нашег дохвата". Јер читач никада не може да буде у ситуацији истој као и аутор када је текст био написан, да конструише значење текста тако да "мора да погађа".

### Игре погађања
Игра погађања је игра у којој се објекат користи ради погађања и откривања неке врсте информације, на пример речи, фразе, наслова, или идентитета или локације објекта. Срж игре погађања је да се део информације коју један играч зна на неки начи прикаже другом играчу без одавања речи у тексту или говору. Шарада је највероватније најпознатија игра овог типа, и створила је многе комерцијалне варијанте које укључују различита правила о типу комуникације која се користи, као на пример Ухвати фразу, Табу, Pictionary, и слично. Жанр такође укључује многе тв шоуове као што су Победа, Губитак или Изједначено, Шифра и $25,000 Пирамида.

Многе од игара се играју кооперативно. У неким играма неки играч или играчи знају одговор, али не могу да га кажу другима, уместо тога морају да им помогну да погоде. Игре погађања су "веома адаптилне за коришћење у учионицама", зато што игра "ствара таман толико тензије да остане узбудљива, изазовна, и компететивна" за децу, докле год учитељ дизајнира ефективна правила "да елиминише неправилно или неспортско понашање". Записане је, међутим, да деца са терапијом могу да иницирају игре погађања као начин да избегну причање о стресним проблемима, и терапеути који користе друге врсте игара да успоставе комуникацију би требало да избегну да буду увучени у њих.
Примери игара на погађање укључују:

### Погађање грешке
У тестирању софтвера, погађање грешке је тест метода у којој тест проузрокује да се пронађу багови у програмима и успостављају се засновано на искуствима претходних тестирања. Видик тест случајева често се ослањају на софтверске тестере, који користе претходно искуство и интуицију да одлуче које ситуације обично изазивају грешке у софтверу. Типичне грешке укључују дељење нулом, нула поинтери, или погрешни параметри. Погађање грешке нема експлицитна правила за тестирање; тест сллучајеви могу бити дизајнирани у зависности од ситуације, или извлачење из функционалних докумената или кад се неочекивана/недокументована грешка нађе у тест операцијама.

## Социјални значај погађања
Студије о погађању у социјалним ситуацоијама (на пример, погађање нечијег тест скора или плате) одређеним ситуацијама где је важно да намерно претерамо у погађању (на пример већу количину). Студије кажу да студенти који су знали скор који су добили на тесту су били срећнији док друге особе које нису знале скор су нагађале на мањи број; ниже погађање је дало студентима позитивни осећај у имању претераних очекивања.